# Ferdinand Grössing
Ferdinand Grössing (6 de noviembre de 1952) es un deportista austríaco que compitió en bobsleigh. Ganó una medalla de bronce en el Campeonato Europeo de Bobsleigh de 1982, en la prueba cuádruple.

## Palmarés internacional
| Campeonato Europeo | Campeonato Europeo         | Campeonato Europeo | Campeonato Europeo |
| Año                | Lugar                      | Medalla            | Prueba             |
| ------------------ | -------------------------- | ------------------ | ------------------ |
| 1982               | Cortina d'Ampezzo (Italia) | Medalla de bronce  | Cuádruple          |